# GlobalTrade.net

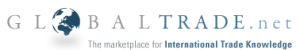

GlobalTrade.net는 국제무역협회에서 운영하는 서비스이다.
GlobalTrade.net는 국제 무역 전문가들이 자신들의 전문적인 콘텐츠를 게재할 수 있는 지식의 보고이며 편집 팀들이 게재한 콘텐츠를 심사한다. 콘텐츠로는 국제 무역 전문가들의 분석, 시장 조사, 조언, 백서, 국가 프로필, 전문가의 견해, 웹 세미나, 뉴스 흐름, 비디오 자습서와 프레젠테이션 등이 있다. GlobalTrade.net는 콘텐츠를 게재하고 수입 및 수출업체들에게 유용한 국제 무역 서비스 제공자들의 무료 데이터베이스가 있다. 국제 무역 서비스 제공자 목록에는 국제적인 운영을 위한 국제 마케팅 컨설턴트, 무역 금융회사, 은행, 화물 운송자, 품질관리회사, 변호사, 회계사, 통관 중개인, 국제 무역 강사 및 보험사업자들이 속한다. GlobalTrade.net에서는 국제 무역 서비스 제공자들이 개인 프로필을 작성하고 국제 무역시장과 접촉을 쉽게 할 수 있다. GlobalTrade.net는 2010년 11월 15일 개통하였다.

## 수입-수출 정보
GlobalTrade.net에서 세계 무역 서비스 제공자들을 검색할 수 있다. 서비스 제공자 카테고리에는 법, 무역 지원 조직, 운송 및 물류, 세금 및 회계, 마케팅 및 커뮤니케이션, 판매 및 유통과 여행 서비스가 포함굉다. GlobalTrade.net는 미국 상업부, 미국 농업부 해외 농업청, 캐나다 농업 식품부, 영국 무역 및 투자 진흥청, 기타 파트너 조직들의 국제 보고서를 게재한다.

## 수입-수출 서비스제공자 데이터베이스
모든 국제 무역 서비스 제공자는 프로필을 작성할 수 있으며 글로벌 데이터베이스에 가입할 수 있다. 전문가들은 국제적인 운영을 위한 국제 마케팅 컨설턴트, 무역 금융회사, 은행, 화물 운송자, 품질관리회사, 변호사, 회계사, 통관 중개인, 국제 무역 강사 및 보험사업자와 같은 전문가들을 선택할 수 있다.

## 비즈니스 대 비즈니스 서비스 부분의 인터넷 사이트
B2B 서비스는 Companéo, Quotatis, BuyerZone, QuinStreet와 같은 기업들에 의해 제공된다.

## 같이 보기
- 국제 무역
- 수입 (무역)
- 수출